# Campeonato Mundial de Corta-Mato
O Campeonato Mundial de Corta-Mato (português europeu) ou Campeonato Mundial de Cross Country (português brasileiro) constitui a mais importante competição internacional de corridas de corta-mato. Organizados pela Associação Internacional de Federações de Atletismo (IAAF), foram inaugurados em 1973, ano em que substituíram os "Campeonatos Internacionais de Corta-Mato".
Tradicionalmente, os Campeonatos Mundiais de Corta-Mato consistem em quatro corridas: uma masculina (12 km) e uma feminina (8 km); e uma para juniores masculinos (8 km) e para juniores femininos (6 km). Em cada corrida há uma classificação individual e outra para equipas nacionais. Nesta última, a classificação resulta da soma das posições finais dos seis melhores classificados de cada país e a equipa com um resultado mais baixo é a vencedora. Nas corridas de juniores, o resultado é obtido pelas classificações dos três melhores de cada equipa.
No ano de 1998 foram introduzidos dois novos eventos nos Campeonatos Mundiais de Corta-Mato: uma prova em distância curta (4 km) para homens e outra para mulheres. A última vez que estas corridas curtas foram realizadas foi em 2006.
Nas últimas duas décadas tem-se assistido a um domínio quase completo por parte dos atletas do Quénia e da Etiópia que têm repartido entre si quase todos os títulos.
Foi uma competição anual até 2011, ano em que a IAAF a alterou para bienal.

## Eventos
| Ano  | Cidade               | País               |
| ---- | -------------------- | ------------------ |
| 1973 | Waregem              | Bélgica            |
| 1974 | Monza                | Itália             |
| 1975 | Rabat                | Marrocos           |
| 1976 | Chepstow             | Reino Unido        |
| 1977 | Düsseldorf           | Alemanha Ocidental |
| 1978 | Glasgow              | Reino Unido        |
| 1979 | Limerick             | Irlanda            |
| 1980 | Paris                | França             |
| 1981 | Madrid               | Espanha            |
| 1982 | Roma                 | Itália             |
| 1983 | Gateshead            | Reino Unido        |
| 1984 | East Rutherford      | Estados Unidos     |
| 1985 | Lisboa               | Portugal           |
| 1986 | Colombier, Neuchâtel | Suíça              |
| 1987 | Varsóvia             | Polónia            |
| 1988 | Auckland             | Nova Zelândia      |
| 1989 | Stavanger            | Noruega            |
| 1990 | Aix-les-Bains        | França             |
| 1991 | Antuérpia            | Bélgica            |
| 1992 | Boston               | Estados Unidos     |
| 1993 | Amorebieta-Etxano    | Espanha            |
| 1994 | Budapeste            | Hungria            |
| 1995 | Durham               | Reino Unido        |
| 1996 | Stellenbosch         | África do Sul      |
| 1997 | Turim                | Itália             |
| 1998 | Marrakesh            | Marrocos           |
| 1999 | Belfast              | Irlanda            |
| 2000 | Vilamoura            | Portugal           |
| 2001 | Ostende              | Bélgica            |
| 2002 | Dublin               | Irlanda            |
| 2003 | Lausanne             | Suíça              |
| 2004 | Bruxelas             | Bélgica            |
| 2005 | Saint-Galmier        | França             |
| 2006 | Fukuoka              | Japão              |
| 2007 | Mombasa              | Quênia             |
| 2008 | Edimburgo            | Reino Unido        |
| 2009 | Amman                | Jordânia           |
| 2010 | Bydgoszcz            | Polónia            |
| 2011 | Punta Umbría         | Espanha            |
| 2013 | Bydgoszcz            | Polónia            |
| 2015 | Guiyang              | China              |
| 2017 | Kampala              | Uganda             |
| 2019 | Aarhus               | Dinamarca          |
|      |                      |                    |
| 2023 | Bathurst             | Austrália          |

## Medalhas

### Masculinos-Classificação inividual
| Ano              | Ouro                                  | Ouro    | Prata                                     | Prata   | Bronze                                | Bronze  |
| ---------------- | ------------------------------------- | ------- | ----------------------------------------- | ------- | ------------------------------------- | ------- |
| 1973 (11.98 km)  | Pekka Päivärinta · Finlândia          | 35:46.4 | Mariano Haro · Espanha                    | 35:46.5 | Rod Dixon · Nova Zelândia             | 36:00   |
| 1974 (12 km)     | Eric de Beck · Bélgica                | 35:23.8 | Mariano Haro · Espanha                    | 35:24.6 | Karel Lismont · Bélgica               | 35:26.6 |
| 1975 (12 km)     | Ian Stewart · Escócia                 | 35:20   | Mariano Haro · Espanha                    | 35:21   | Bill Rodgers · Estados Unidos         | 35:27.4 |
| 1976 (12 km)     | Carlos Lopes · Portugal               | 34:47.8 | Tony Simmons · Inglaterra                 | 35:04   | Bernie Ford · Inglaterra              | 35:07   |
| 1977 (12.3 km)   | Léon Schots · Bélgica                 | 37:43   | Carlos Lopes · Portugal                   | 37:48.2 | Detlef Uhlemann · Alemanha Ocidental  | 37:52.2 |
| 1978 (12.3 km)   | John Treacy · Irlanda                 | 39:25   | Aleksandr Antipov · União Soviética       | 39:28   | Karel Lismont · Bélgica               | 39:32   |
| 1979 (12 km)     | John Treacy · Irlanda                 | 37:20   | Bronisław Malinowski · Polónia            | 37:29   | Aleksandr Antipov · União Soviética   | 37:30   |
| 1980 (12.58 km)  | Craig Virgin · Estados Unidos         | 37:01   | Hans-Jürgen Orthmann · Alemanha Ocidental | 37:02   | Nick Rose · Inglaterra                | 37:05   |
| 1981 (12 km)     | Craig Virgin · Estados Unidos         | 35:05   | Mohammed Kedir · Etiópia                  | 35:07   | Fernando Mamede · Portugal            | 35:09   |
| 1982 (11.978 km) | Mohammed Kedir · Etiópia              | 33:40.5 | Alberto Salazar · Estados Unidos          | 33:44.8 | Rod Dixon · Nova Zelândia             | 34:01.8 |
| 1983 (11.994 km) | Bekele Debele · Etiópia               | 36:52   | Carlos Lopes · Portugal                   | 36:52   | Some Muge · Quénia                    | 36:52   |
| 1984 (12.086 km) | Carlos Lopes · Portugal               | 33:25   | Tim Hutchings · Inglaterra                | 33:30   | Steve Jones · País de Gales           | 33:32   |
| 1985 (12.19 km)  | Carlos Lopes · Portugal               | 33:33   | Paul Kipkoech · Quénia                    | 33:37   | Wodajo Bulti · Etiópia                | 33:38   |
| 1986 (12 km)     | John Ngugi · Quénia                   | 35:32.9 | Abebe Mekonnen · Etiópia                  | 35:34.8 | Joseph Kiptum · Quénia                | 35:39.8 |
| 1987 (11.95 km)  | John Ngugi · Quénia                   | 36:07   | Paul Kipkoech · Quénia                    | 36:07   | Paul Arpin · França                   | 36:51   |
| 1988 (12 km)     | John Ngugi · Quénia                   | 34:32   | Paul Kipkoech · Quénia                    | 34:54   | Kipsubai Koskei · Quénia              | 35:07   |
| 1989 (12 km)     | John Ngugi · Quénia                   | 39:42   | Tim Hutchings · United Kingdom            | 40:10   | Wilfred Kirochi · Quénia              | 40:21   |
| 1990 (12.2 km)   | Khalid Skah · Marrocos                | 34:21   | Moses Tanui · Quénia                      | 34:21   | Julius M. Korir · Quénia              | 34:22   |
| 1991 (11.764 km) | Khalid Skah · Marrocos                | 33:53   | Moses Tanui · Quénia                      | 33:54   | Simon Karori · Quénia                 | 33:54   |
| 1992 (12.53 km)  | John Ngugi · Quénia                   | 37:05   | William Mutwol · Quénia                   | 37:17   | Fita Bayissa · Etiópia                | 37:18   |
| 1993 (11.75 km)  | William Sigei · Quénia                | 32:51   | Dominic Kirui · Quénia                    | 32:56   | Ismael Kirui · Quénia                 | 32:59   |
| 1994 (12.06 km)  | William Sigei · Quénia                | 34:29   | Simon Chemoiywo · Quénia                  | 34:30   | Haile Gebrselassie · Etiópia          | 34:32   |
| 1995 (12.02 km)  | Paul Tergat · Quénia                  | 34:05   | Ismael Kirui · Quénia                     | 34:13   | Salah Hissou · Marrocos               | 34:14   |
| 1996 (12.15 km)  | Paul Tergat · Quénia                  | 33:44   | Salah Hissou · Marrocos                   | 33:56   | Ismael Kirui · Quénia                 | 33:57   |
| 1997 (12.333 km) | Paul Tergat · Quénia                  | 35:11   | Salah Hissou · Marrocos                   | 35:13   | Tom Nyariki · Quénia                  | 35:20   |
| 1998 (12 km)     | Paul Tergat · Quénia                  | 34:01   | Paul Koech · Quénia                       | 34:06   | Assefa Mezegebu · Etiópia             | 34:28   |
| 1999 (12 km)     | Paul Tergat · Quénia                  | 38:28   | Patrick Ivuti · Quénia                    | 38:32   | Paulo Guerra · Portugal               | 38:46   |
| 2000 (12.3 km)   | Mohammed Mourhit · Bélgica            | 35:00   | Assefa Mezegebu · Etiópia                 | 35:01   | Paul Tergat · Quénia                  | 35:02   |
| 2001 (12.3 km)   | Mohammed Mourhit · Bélgica            | 39:53   | Sergiy Lebid · Ucrânia                    | 40:03   | Charles Kamathi · Quénia              | 40:05   |
| 2002 (11.998 km) | Kenenisa Bekele · Etiópia             | 34:52   | John Yuda · Tanzânia                      | 34:58   | Wilberforce Talel · Quénia            | 35:20   |
| 2003 (12.355 km) | Kenenisa Bekele · Etiópia             | 35:56   | Patrick Ivuti · Quénia                    | 36:09   | Gebre-egziabher Gebremariam · Etiópia | 36:17   |
| 2004 (12 km)     | Kenenisa Bekele · Etiópia             | 35:52   | Gebre-egziabher Gebremariam · Etiópia     | 36:10   | Sileshi Sihine · Etiópia              | 36:11   |
| 2005 (12.02 km)  | Kenenisa Bekele · Etiópia             | 35:06   | Zersenay Tadesse · Eritreia               | 35:20   | Abdullah Ahmed Hassan · Catar         | 35:34   |
| 2006 (12 km)     | Kenenisa Bekele · Etiópia             | 35:40   | Sileshi Sihine · Etiópia                  | 35:43   | Martin Mathathi · Quénia              | 35:44   |
| 2007 (12 km)     | Zersenay Tadese · Eritreia            | 35:50   | Moses Mosop · Quénia                      | 36:13   | Bernard Kiprop Kipyego · Quénia       | 36:37   |
| 2008 (12 km)     | Kenenisa Bekele · Etiópia             | 34:38   | Leonard Patrick Komon · Quénia            | 34:41   | Zersenay Tadese · Eritreia            | 34:43   |
| 2009 (12 km)     | Gebre-egziabher Gebremariam · Etiópia | 35:02   | Moses Ndiema Kipsiro · Uganda             | 35:04   | Zersenay Tadese · Eritreia            | 35:04   |
| 2010 (11.611 km) | Joseph Ebuya · Quénia                 | 33:00   | Teklemariam Medhin · Eritreia             | 33:06   | Moses Ndiema Kipsiro · Uganda         | 33:10   |
| 2011 (12 km)     | Imane Merga · Etiópia                 | 33:50   | Paul Kipngetich Tanui · Quénia            | 33:52   | Vincent Kiprop Chepkok · Quénia       | 33:53   |
| 2013 (12 km)     | Japhet Kipyegon Korir · Quénia        | 32:45   | Imane Merga · Etiópia                     | 32:51   | Teklemariam Medhin · Eritreia         | 32:54   |
| 2015 (12 km)     | Geoffrey Kipsang Kamworor · Quénia    | 34:52   | Bedan Karoki Muchiri · Quénia             | 35:00   | Muktar Edris · Etiópia                | 35:06   |
| 2017 (9.858 km)  | Geoffrey Kipsang Kamworor · Quénia    | 28:24   | Leonard Barsoton · Quénia                 | 28:36   | Abadi Hadis · Etiópia                 | 28:43   |
| 2019 (10 km)     | Joshua Cheptegei · Uganda             | 31:40   | Jacob Kiplimo · Uganda                    | 31:44   | Geoffrey Kipsang Kamworor · Quénia    | 31:55   |

### Masculinos-Classificação por equipas
| Ano  | Ouro          | Ouro | Prata           | Prata | Bronze          | Bronze |
| ---- | ------------- | ---- | --------------- | ----- | --------------- | ------ |
| 1973 | Bélgica       | 109  | União Soviética | 119   | Nova Zelândia   | 136    |
| 1974 | Bélgica       | 103  | Inglaterra      | 109   | França          | 215    |
| 1975 | Nova Zelândia | 127  | Inglaterra      | 198   | Bélgica         | 211    |
| 1976 | Inglaterra    | 90   | Bélgica         | 118   | França          | 187    |
| 1977 | Bélgica       | 126  | Inglaterra      | 129   | União Soviética | 144    |
| 1978 | França        | 151  | Estados Unidos  | 156   | Inglaterra      | 159    |
| 1979 | Inglaterra    | 119  | Irlanda         | 198   | União Soviética | 210    |
| 1980 | Inglaterra    | 100  | Estados Unidos  | 163   | Bélgica         | 175    |
| 1981 | Etiópia       | 81   | Estados Unidos  | 114   | Quénia          | 220    |
| 1982 | Etiópia       | 98   | Inglaterra      | 114   | União Soviética | 257    |
| 1983 | Etiópia       | 104  | Estados Unidos  | 170   | Quénia          | 191    |
| 1984 | Etiópia       | 134  | Estados Unidos  | 161   | Portugal        | 223    |
| 1985 | Etiópia       | 129  | Quénia          | 141   | Estados Unidos  | 153    |
| 1986 | Quénia        | 45   | Etiópia         | 119   | Estados Unidos  | 204    |
| 1987 | Quénia        | 53   | Inglaterra      | 146   | Etiópia         | 161    |
| 1988 | Quénia        | 23   | Etiópia         | 103   | França          | 134    |
| 1989 | Quénia        | 44   | United Kingdom  | 147   | Etiópia         | 162    |
| 1990 | Quénia        | 42   | Etiópia         | 96    | Espanha         | 176    |
| 1991 | Quénia        | 38   | Etiópia         | 104   | Espanha         | 198    |
| 1992 | Quénia        | 46   | França          | 145   | United Kingdom  | 147    |
| 1993 | Quénia        | 25   | Etiópia         | 82    | Portugal        | 167    |
| 1994 | Quénia        | 34   | Marrocos        | 83    | Etiópia         | 133    |
| 1995 | Quénia        | 62   | Marrocos        | 111   | Espanha         | 120    |
| 1996 | Quénia        | 33   | Marrocos        | 99    | Etiópia         | 107    |
| 1997 | Quénia        | 51   | Marrocos        | 70    | Etiópia         | 125    |
| 1998 | Quénia        | 12   | Etiópia         | 57    | Marrocos        | 60     |
| 1999 | Quénia        | 12   | Etiópia         | 57    | Portugal        | 76     |
| 2000 | Quénia        | 18   | Etiópia         | 68    | Portugal        | 69     |
| 2001 | Quénia        | 33   | França          | 72    | Estados Unidos  | 87     |
| 2002 | Quénia        | 18   | Etiópia         | 43    | Marrocos        | 58     |
| 2003 | Quénia        | 17   | Etiópia         | 23    | Marrocos        | 51     |
| 2004 | Etiópia       | 14   | Quénia          | 30    | Eritreia        | 66     |
| 2005 | Etiópia       | 24   | Quénia          | 35    | Catar           | 42     |
| 2006 | Quénia        | 24   | Eritreia        | 28    | Etiópia         | 42     |
| 2007 | Quénia        | 29   | Marrocos        | 152   | Uganda          | 191    |
| 2008 | Quénia        | 39   | Etiópia         | 104   | Catar           | 143    |
| 2009 | Quénia        | 28   | Etiópia         | 28    | Eritreia        | 50     |
| 2010 | Quénia        | 20   | Eritreia        | 46    | Etiópia         | 69     |
| 2011 | Quénia        | 14   | Etiópia         | 38    | Uganda          | 49     |
| 2013 | Etiópia       | 38   | Estados Unidos  | 52    | Quénia          | 54     |
| 2015 | Etiópia       | 20   | Quénia          | 20    | Bahrein         | 54     |
| 2017 | Etiópia       | 21   | Quénia          | 22    | Uganda          | 72     |
| 2019 | Uganda        | 20   | Quénia          | 43    | Etiópia         | 46     |

### Femininos-Classificação individual
| Ano             | Ouro                               | Ouro    | Prata                                | Prata   | Bronze                                | Bronze  |
| --------------- | ---------------------------------- | ------- | ------------------------------------ | ------- | ------------------------------------- | ------- |
| 1973 (3.99 km)  | Paola Pigni · Itália               | 13:45.2 | Joyce Smith · Inglaterra             | 13:58   | Josee van Santberghe · Bélgica        | 14:01   |
| 1974 (4 km)     | Paola Pigni · Itália               | 12:42   | Nina Holmén · Finlândia              | 12:47.6 | Rita Ridley · Inglaterra              | 12:54   |
| 1975 (3.9 km)   | Julie Brown · Estados Unidos       | 13:42   | Bronislawa Ludwichowska · Polónia    | 13:47   | Carmen Valero · Espanha               | 13:48   |
| 1976 (4.8 km)   | Carmen Valero · Espanha            | 16:19.4 | Tatyana Kazankina · União Soviética  | 16:39   | Gabriella Dorio · Itália              | 16:56   |
| 1977 (5.1 km)   | Carmen Valero · Espanha            | 17:26   | Lyudmila Bragina · União Soviética   | 17:28   | Giana Romanova · União Soviética      | 17:35   |
| 1978 (4.728 km) | Grete Waitz · Noruega              | 16:19   | Natalia Mărăşescu · Roménia          | 16:49   | Maricica Puică · Roménia              | 16:59   |
| 1979 (5.04 km)  | Grete Waitz · Noruega              | 16:48   | Raisa Smekhnova · União Soviética    | 17:14   | Ellison Goodall · Estados Unidos      | 17:18   |
| 1980 (4.82 km)  | Grete Waitz · Noruega              | 15:05   | Irina Bondarchuk · União Soviética   | 15:49   | Yelena Chernysheva · União Soviética  | 15:52   |
| 1981 (4.41 km)  | Grete Waitz · Noruega              | 14:07   | Jan Merrill · Estados Unidos         | 14:22   | Yelena Sipatova · União Soviética     | 14:22   |
| 1982 (4.663 km) | Maricica Puică · Roménia           | 14:38.9 | Fiţa Lovin · Roménia                 | 14:40.5 | Grete Waitz · Noruega                 | 14:43.9 |
| 1983 (4.072 km) | Grete Waitz · Noruega              | 13:29   | Alison Wiley · Canadá                | 13:37   | Tatyana Pozdnyakova · União Soviética | 13:37   |
| 1984 (5 km)     | Maricica Puică · Roménia           | 15:56   | Galina Zakharova · União Soviética   | 15:58   | Grete Waitz · Noruega                 | 15:58   |
| 1985 (4.99 km)  | Zola Budd · Inglaterra             | 15:01   | Cathy Branta · Estados Unidos        | 15:24   | Ingrid Kristiansen · Noruega          | 15:27   |
| 1986 (4.65 km)  | Zola Budd · Inglaterra             | 14:49.6 | Lynn Jennings · Estados Unidos       | 15:07.8 | Annette Sergent · França              | 15:12.2 |
| 1987 (5.05 km)  | Annette Sergent · França           | 16:46   | Liz Lynch · Escócia                  | 16:48   | Ingrid Kristiansen · Noruega          | 16:51   |
| 1988 (5.962 km) | Ingrid Kristiansen · Noruega       | 19:04   | Angela Tooby · United Kingdom        | 19:23   | Annette Sergent · França              | 19:29   |
| 1989 (6 km)     | Annette Sergent · França           | 22:27   | Nadezhda Stepanova · União Soviética | 22:34   | Lynn Williams · Canadá                | 22:41   |
| 1990 (6 km)     | Lynn Jennings · Estados Unidos     | 19:21   | Albertina Dias · Portugal            | 19:33   | Yelena Romanova · União Soviética     | 19:33   |
| 1991 (6.425 km) | Lynn Jennings · Estados Unidos     | 20:24   | Derartu Tulu · Etiópia               | 20:27   | Liz McColgan · United Kingdom         | 20:28   |
| 1992 (6.37 km)  | Lynn Jennings · Estados Unidos     | 21:16   | Catherina McKiernan · Irlanda        | 21:18   | Albertina Dias · Portugal             | 21:19   |
| 1993 (6.35 km)  | Albertina Dias · Portugal          | 20:00   | Catherina McKiernan · Irlanda        | 20:09   | Lynn Jennings · Estados Unidos        | 20:09   |
| 1994 (6.22 km)  | Hellen Chepngeno · Quénia          | 20:45   | Catherina McKiernan · Irlanda        | 20:52   | Conceição Ferreira · Portugal         | 20:52   |
| 1995 (6.47 km)  | Derartu Tulu · Etiópia             | 20:21   | Catherina McKiernan · Irlanda        | 20:29   | Sally Barsosio · Quénia               | 20:39   |
| 1996 (6.3 km)   | Gete Wami · Etiópia                | 20:12   | Rose Cheruiyot · Quénia              | 20:18   | Naomi Mugo · Quénia                   | 20:21   |
| 1997 (6.6 km)   | Derartu Tulu · Etiópia             | 20:53   | Paula Radcliffe · United Kingdom     | 20:55   | Gete Wami · Etiópia                   | 21:00   |
| 1998 (8 km)     | Sonia O'Sullivan · Irlanda         | 25:39   | Paula Radcliffe · United Kingdom     | 25:42   | Gete Wami · Etiópia                   | 25:49   |
| 1999 (8.012 km) | Gete Wami · Etiópia                | 28:00   | Merima Denboba · Etiópia             | 28:12   | Paula Radcliffe · United Kingdom      | 28:12   |
| 2000 (8.08 km)  | Derartu Tulu · Etiópia             | 25:42   | Gete Wami · Etiópia                  | 25:48   | Susan Chepkemei · Quénia              | 25:50   |
| 2001 (7.7 km)   | Paula Radcliffe · United Kingdom   | 27:49   | Gete Wami · Etiópia                  | 27:52   | Lydia Cheromei · Quénia               | 28:07   |
| 2002 (7.974 km) | Paula Radcliffe · United Kingdom   | 26:55   | Deena Drossin · Estados Unidos       | 27:04   | Colleen de Reuck · Estados Unidos     | 27:17   |
| 2003 (7.92 km)  | Worknesh Kidane · Etiópia          | 25:53   | Deena Drossin · Estados Unidos       | 26:02   | Merima Denboba · Etiópia              | 26:28   |
| 2004 (8 km)     | Benita Johnson · Austrália         | 27:17   | Ejagayehu Dibaba · Etiópia           | 27:29   | Worknesh Kidane · Etiópia             | 27:34   |
| 2005 (8.108 km) | Tirunesh Dibaba · Etiópia          | 26:34   | Alice Timbilil · Quénia              | 26:37   | Worknesh Kidane · Etiópia             | 26:37   |
| 2006 (8 km)     | Tirunesh Dibaba · Etiópia          | 25:21   | Lornah Kiplagat · Países Baixos      | 25:26   | Meselech Melkamu · Etiópia            | 25:38   |
| 2007 (8 km)     | Lornah Kiplagat · Países Baixos    | 26:23   | Tirunesh Dibaba · Etiópia            | 26:47   | Meselech Melkamu · Etiópia            | 26:48   |
| 2008 (7.905 km) | Tirunesh Dibaba · Etiópia          | 25:10   | Mestawet Tufa · Etiópia              | 25:15   | Linet Chepkwemoi Masai · Quénia       | 25:18   |
| 2009 (8 km)     | Florence Jebet Kiplagat · Quénia   | 26:13   | Linet Chepkwemoi Masai · Quénia      | 26:16   | Meselech Melkamu · Etiópia            | 26:19   |
| 2010 (7.759 km) | Emily Chebet · Quénia              | 24:19   | Linet Chepkwemoi Masai · Quénia      | 24:20   | Meselech Melkamu · Etiópia            | 24:26   |
| 2011 (8 km)     | Vivian Jepkemoi Cheruiyot · Quénia | 24:58   | Linet Chepkwemoi Masai · Quénia      | 25:07   | Shalane Flanagan · Estados Unidos     | 25:10   |
| 2013 (8 km)     | Emily Chebet · Quénia              | 24:24   | Hiwot Ayalew · Etiópia               | 24:27   | Belaynesh Oljira · Etiópia            | 24:33   |
| 2015 (8 km)     | Agnes Jebet Tirop · Quénia         | 26:01   | Senbere Teferi · Etiópia             | 26:06   | Netsanet Gudeta · Etiópia             | 26:11   |
| 2017 (9,858 km) | Irene Cheptai · Quénia             | 31:57   | Alice Aprot Nawowuna · Quénia        | 32:01   | Lilian Rengeruk · Quénia              | 32:11   |
| 2019 (10 km)    | Hellen Obiri · Quénia              | 36:14   | Dera Dida · Etiópia                  | 36:16   | Letesenbet Gidey · Etiópia            | 36:24   |

### Femininos-Classificação por equipas
| Ano  | Ouro            | Ouro | Prata           | Prata | Bronze          | Bronze |
| ---- | --------------- | ---- | --------------- | ----- | --------------- | ------ |
| 1973 | Inglaterra      | 40   | Finlândia       | 73    | Estados Unidos  | 90     |
| 1974 | Inglaterra      | 28   | Itália          | 50    | Finlândia       | 61     |
| 1975 | Estados Unidos  | 44   | Nova Zelândia   | 50    | Polónia         | 61     |
| 1976 | União Soviética | 33   | Itália          | 59    | Estados Unidos  | 64     |
| 1977 | União Soviética | 15   | Estados Unidos  | 48    | Nova Zelândia   | 76     |
| 1978 | Roménia         | 30   | Estados Unidos  | 37    | Inglaterra      | 55     |
| 1979 | Estados Unidos  | 29   | União Soviética | 48    | Inglaterra      | 68     |
| 1980 | União Soviética | 15   | Inglaterra      | 49    | Estados Unidos  | 49     |
| 1981 | União Soviética | 24   | Estados Unidos  | 36    | Itália          | 89     |
| 1982 | União Soviética | 44   | Itália          | 57    | Inglaterra      | 67     |
| 1983 | Estados Unidos  | 31   | União Soviética | 41    | Canadá          | 53     |
| 1984 | Estados Unidos  | 52   | Inglaterra      | 65    | Nova Zelândia   | 91     |
| 1985 | Estados Unidos  | 42   | União Soviética | 77    | Roménia         | 96     |
| 1986 | Inglaterra      | 65   | Nova Zelândia   | 67    | França          | 76     |
| 1987 | Estados Unidos  | 46   | França          | 50    | União Soviética | 55     |
| 1988 | União Soviética | 51   | United Kingdom  | 61    | França          | 72     |
| 1989 | União Soviética | 58   | França          | 60    | Estados Unidos  | 68     |
| 1990 | União Soviética | 37   | Etiópia         | 75    | Portugal        | 80     |
| 1991 | Quénia          | 36   | Etiópia         | 36    | União Soviética | 48     |
| 1992 | Quénia          | 47   | Estados Unidos  | 77    | Etiópia         | 96     |
| 1993 | Quénia          | 52   | Japão           | 93    | França          | 100    |
| 1994 | Portugal        | 55   | Etiópia         | 65    | Quénia          | 75     |
| 1995 | Quénia          | 26   | Etiópia         | 38    | Roménia         | 84     |
| 1996 | Quénia          | 24   | Etiópia         | 44    | Roménia         | 70     |
| 1997 | Etiópia         | 24   | Quénia          | 34    | Irlanda         | 64     |
| 1998 | Quénia          | 30   | Etiópia         | 37    | United Kingdom  | 74     |
| 1999 | Etiópia         | 18   | Quénia          | 27    | Portugal        | 94     |
| 2000 | Etiópia         | 20   | Quénia          | 23    | Estados Unidos  | 98     |
| 2001 | Quénia          | 18   | Etiópia         | 70    | França          | 77     |
| 2002 | Etiópia         | 28   | Estados Unidos  | 38    | Quénia          | 41     |
| 2003 | Etiópia         | 17   | Quénia          | 30    | Estados Unidos  | 36     |
| 2004 | Etiópia         | 26   | Quénia          | 30    | United Kingdom  | 74     |
| 2005 | Etiópia         | 16   | Quénia          | 22    | Portugal        | 86     |
| 2006 | Etiópia         | 16   | Quénia          | 39    | Japão           | 80     |
| 2007 | Etiópia         | 19   | Quénia          | 26    | Marrocos        | 99     |
| 2008 | Etiópia         | 18   | Quénia          | 22    | Austrália       | 84     |
| 2009 | Quénia          | 14   | Etiópia         | 28    | Portugal        | 72     |
| 2010 | Quénia          | 14   | Etiópia         | 22    | Estados Unidos  | 76     |
| 2011 | Quénia          | 15   | Etiópia         | 29    | Estados Unidos  | 57     |
| 2013 | Quénia          | 19   | Etiópia         | 48    | Bahrein         | 73     |
| 2015 | Etiópia         | 17   | Quénia          | 19    | Uganda          | 101    |
| 2017 | Quénia          | 10   | Etiópia         | 45    | Bahrein         | 59     |
| 2019 | Etiópia         | 21   | Quénia          | 25    | Uganda          | 36     |

### Masculinos-Distância curta (individual)
| Ano             | Ouro                      | Ouro  | Prata                                 | Prata | Bronze                   | Bronze |
| --------------- | ------------------------- | ----- | ------------------------------------- | ----- | ------------------------ | ------ |
| 1998 (4 km)     | John Kibowen · Quénia     | 10:43 | Daniel Komen · Quénia                 | 10:46 | Paul Kosgei · Quénia     | 10:50  |
| 1999 (4.236 km) | Benjamin Limo · Quénia    | 12:28 | Paul Kosgei · Quénia                  | 12:31 | Haylu Mekonnen · Etiópia | 12:35  |
| 2000 (4.18 km)  | John Kibowen · Quénia     | 11:11 | Sammy Kipketer · Quénia               | 11:12 | Paul Kosgei · Quénia     | 11:15  |
| 2001 (4.1 km)   | Enock Koech · Quénia      | 12:40 | Kenenisa Bekele · Etiópia             | 12:42 | Benjamin Limo · Quénia   | 12:43  |
| 2002 (4.208 km) | Kenenisa Bekele · Etiópia | 12:11 | Luke Kipkosgei · Quénia               | 12:18 | Haylu Mekonnen · Etiópia | 12:20  |
| 2003 (4.03 km)  | Kenenisa Bekele · Etiópia | 11:01 | John Kibowen · Quénia                 | 11:04 | Benjamin Limo · Quénia   | 11:06  |
| 2004 (4 km)     | Kenenisa Bekele · Etiópia | 11:31 | Gebre-egziabher Gebremariam · Etiópia | 11:36 | Maregu Zewdie · Etiópia  | 11:42  |
| 2005 (4.196 km) | Kenenisa Bekele · Etiópia | 11:33 | Abraham Chebii · Quénia               | 11:38 | Isaac Songok · Quénia    | 11:39  |
| 2006 (4 km)     | Kenenisa Bekele · Etiópia | 10:54 | Isaac Songok · Quénia                 | 10:55 | Adil Kaouch · Marrocos   | 10:57  |

### Masculinos-Distância curta (equipas)
| Ano  | Ouro    | Ouro | Prata    | Prata | Bronze   | Bronze |
| ---- | ------- | ---- | -------- | ----- | -------- | ------ |
| 1998 | Quénia  | 10   | Marrocos | 42    | Etiópia  | 60     |
| 1999 | Quénia  | 14   | Marrocos | 45    | Etiópia  | 55     |
| 2000 | Quénia  | 10   | Etiópia  | 46    | Marrocos | 68     |
| 2001 | Quénia  | 13   | Marrocos | 48    | Etiópia  | 51     |
| 2002 | Quénia  | 20   | Etiópia  | 32    | Espanha  | 57     |
| 2003 | Quénia  | 14   | Etiópia  | 31    | Marrocos | 44     |
| 2004 | Etiópia | 17   | Catar    | 39    | Quénia   | 52     |
| 2005 | Etiópia | 23   | Quénia   | 31    | Catar    | 32     |
| 2006 | Quénia  | 21   | Etiópia  | 48    | Marrocos | 53     |

### Femininos-Distância curta (individual)
| Ano             | Ouro                       | Ouro  | Prata                            | Prata | Bronze                       | Bronze |
| --------------- | -------------------------- | ----- | -------------------------------- | ----- | ---------------------------- | ------ |
| 1998 (4 km)     | Sonia O'Sullivan · Irlanda | 12:20 | Zahra Ouaziz · Marrocos          | 12:34 | Kutre Dulecha · Etiópia      | 12:37  |
| 1999 (4.236 km) | Jackline Maranga · Quénia  | 15:09 | Yamna Belkacem · França          | 15:16 | Annemari Sandell · Finlândia | 15:17  |
| 2000 (4.18 km)  | Kutre Dulecha · Etiópia    | 13:00 | Zahra Ouaziz · Marrocos          | 13:00 | Margaret Ngotho · Quénia     | 13:00  |
| 2001 (4.1 km)   | Gete Wami · Etiópia        | 14:46 | Paula Radcliffe · United Kingdom | 14:47 | Edith Masai · Quénia         | 14:57  |
| 2002 (4.208 km) | Edith Masai · Quénia       | 13:30 | Worknesh Kidane · Etiópia        | 13:36 | Isabella Ochichi · Quénia    | 13:39  |
| 2003 (4.03 km)  | Edith Masai · Quénia       | 12:43 | Worknesh Kidane · Etiópia        | 12:44 | Jane Wanjiku · Quénia        | 12:46  |
| 2004 (4 km)     | Edith Masai · Quénia       | 13:07 | Tirunesh Dibaba · Etiópia        | 13:09 | Teyiba Erkesso · Etiópia     | 13:11  |
| 2005 (4.196 km) | Tirunesh Dibaba · Etiópia  | 13:15 | Worknesh Kidane · Etiópia        | 13:16 | Isabella Ochichi · Quénia    | 13:21  |
| 2006 (4 km)     | Gelete Burka · Etiópia     | 12:51 | Prisca Ngetich · Quénia          | 12:53 | Meselech Melkamu · Etiópia   | 12:54  |

### Femininos-Distância curta (equipas)
| Ano  | Ouro     | Ouro | Prata   | Prata | Bronze         | Bronze |
| ---- | -------- | ---- | ------- | ----- | -------------- | ------ |
| 1998 | Marrocos | 57   | Etiópia | 58    | Estados Unidos | 68     |
| 1999 | França   | 40   | Etiópia | 48    | Marrocos       | 69     |
| 2000 | Portugal | 46   | Etiópia | 55    | França         | 57     |
| 2001 | Etiópia  | 26   | Quénia  | 32    | Roménia        | 78     |
| 2002 | Etiópia  | 32   | Quénia  | 34    | Irlanda        | 85     |
| 2003 | Quénia   | 18   | Etiópia | 24    | Rússia         | 76     |
| 2004 | Etiópia  | 19   | Quénia  | 21    | Canadá         | 87     |
| 2005 | Etiópia  | 18   | Quénia  | 19    | Estados Unidos | 67     |
| 2006 | Etiópia  | 25   | Quénia  | 26    | Austrália      | 69     |

### Juniores masculinos (individual)
| Ano             | Ouro                                  | Ouro    | Prata                               | Prata   | Bronze                             | Bronze  |
| --------------- | ------------------------------------- | ------- | ----------------------------------- | ------- | ---------------------------------- | ------- |
| 1973 (7 km)     | Jim Brown · Escócia                   | 20:52.8 | José Haro · Espanha                 | 21:00.6 | Léon Schots · Bélgica              | 21:07.2 |
| 1974 (7.1 km)   | Rich Kimball · Estados Unidos         | 21:30.8 | Venanzio Ortis · Itália             | 21:33   | John Treacy · Irlanda              | 21:42.4 |
| 1975 (7 km)     | Bobb Thomas · Estados Unidos          | 20:59.8 | José Luis González · Espanha        | 21:18   | John Treacy · Irlanda              | 21:23   |
| 1976 (7.8 km)   | Eric Hulst · Estados Unidos           | 23:53.8 | Thom Hunt · Estados Unidos          | 24:06.8 | Nat Muir · Escócia                 | 24:17   |
| 1977 (7.5 km)   | Thom Hunt · Estados Unidos            | 23:15   | Santiago Llorente · Espanha         | 23:28   | Ari Paunonen · Finlândia           | 23:39   |
| 1978 (7.036 km) | Mick Morton · Inglaterra              | 22:57   | Rob Earl · Canadá                   | 23:10   | Francisco Alario · Espanha         | 23:11   |
| 1979 (7.36 km)  | Eddy de Pauw · Bélgica                | 23:02   | Steve Binns · Inglaterra            | 23:09   | Ildar Denikeyev · União Soviética  | 23:20   |
| 1980 (7.41 km)  | Jordi Garcia · Espanha                | 22:17   | Valeriy Gryaznov · União Soviética  | 22:23   | Ed Eyestone · Estados Unidos       | 22:27   |
| 1981 (7.25 km)  | Mohammed Chouri · Tunísia             | 22:04   | Yevgeniy Zherebin · União Soviética | 22:06   | Keith Brantly · Estados Unidos     | 22:07   |
| 1982 (7.926 km) | Zurbachev Gelaw · Etiópia             | 22:45.3 | Adugna Lema · Etiópia               | 22:46.6 | Stefano Mei · Itália               | 22:48.7 |
| 1983 (8.033 km) | Fesseha Abebe · Etiópia               | 24:58   | Angaso Telega · Etiópia             | 24:59   | Jonathan Richards · Inglaterra     | 25:07   |
| 1984 (8 km)     | Pere Casacuberta · Espanha            | 21:32   | Doju Tessema · Etiópia              | 21:34   | John Castellano · Canadá           | 21:37   |
| 1985 (8.19 km)  | Kipkemboi Kimeli · Quénia             | 22:18   | Habte Negash · Etiópia              | 22:37   | Wolde Silasse Melkessa · Etiópia   | 22:37   |
| 1986 (7.75 km)  | Melese Feissa · Etiópia               | 22:47.6 | Sammy Bitok · Quénia                | 22:52.7 | Demeke Bekele · Etiópia            | 22:56   |
| 1987 (7.05 km)  | Wilfred Kirochi · Quénia              | 22:18   | Demeke Bekele · Etiópia             | 22:18   | Debebe Demisse · Etiópia           | 22:20   |
| 1988 (8.031 km) | Wilfred Kirochi · Quénia              | 23:25   | Alfonce Muindi · Quénia             | 23:39   | Bedile Kibret · Etiópia            | 23:41   |
| 1989 (8 km)     | Addis Abebe · Etiópia                 | 25:07   | Kipyego Kororia · Quénia            | 25:31   | Stephenson Nyamau · Quénia         | 25:33   |
| 1990 (8 km)     | Kipyego Kororia · Quénia              | 22:13   | Richard Chelimo · Quénia            | 22:14   | Fita Bayissa · Etiópia             | 22:24   |
| 1991 (8.415 km) | Andrew Sambu · Tanzânia               | 23:59   | Mumo Muindi · Quénia                | 24:04   | Fita Bayissa · Etiópia             | 24:04   |
| 1992 (7.8 km)   | Ismael Kirui · Quénia                 | 23:27   | Haile Gebrselassie · Etiópia        | 23:35   | Josephat Machuka · Quénia          | 23:37   |
| 1993 (7.15 km)  | Philip Mosima · Quénia                | 20:18   | Christopher Koskei · Quénia         | 20:20   | Josephat Machuka · Quénia          | 20:23   |
| 1994 (8.14 km)  | Philip Mosima · Quénia                | 24:15   | Daniel Komen · Quénia               | 24:17   | Abreham Tsige · Etiópia            | 24:46   |
| 1995 (8.47 km)  | Assefa Mezegebu · Etiópia             | 24:12   | Dejene Lidetu · Etiópia             | 24:14   | David Chelule · Quénia             | 24:16   |
| 1996 (8.35 km)  | David Chelule · Quénia                | 24:06   | Assefa Mezegebu · Etiópia           | 24:19   | Samuel Chepkok · Quénia            | 24:24   |
| 1997 (8.511 km) | Elijah Korir · Quénia                 | 24:21   | Million Wolde · Etiópia             | 24:28   | Paul Kosgei · Quénia               | 24:29   |
| 1998 (8 km)     | Million Wolde · Etiópia               | 22:47   | Richard Limo · Quénia               | 22:50   | Haylu Mekonnen · Etiópia           | 22:51   |
| 1999 (8.012 km) | Haylu Mekonnen · Etiópia              | 25:38   | Richard Limo · Quénia               | 25:43   | Kipchumba Mitei · Quénia           | 25:45   |
| 2000 (8.08 km)  | Robert Kipchumba · Quénia             | 22:49   | Duncan Lebo · Quénia                | 22:52   | John Cheruiyot Korir · Quénia      | 22:55   |
| 2001 (7.7 km)   | Kenenisa Bekele · Etiópia             | 25:04   | Duncan Lebo · Quénia                | 25:37   | Dathan Ritzenhein · Estados Unidos | 25:46   |
| 2002 (7.974 km) | Gebre-egziabher Gebremariam · Etiópia | 23:18   | Abel Cheruiyot · Quénia             | 23:19   | Boniface Kiprop · Uganda           | 23:28   |
| 2003 (7.92 km)  | Eliud Kipchoge · Quénia               | 22:47   | Boniface Kiprop · Uganda            | 22:49   | Solomon Bushendich · Quénia        | 22:51   |
| 2004 (8 km)     | Meba Tadesse · Etiópia                | 24:01   | Boniface Kiprop · Uganda            | 24:03   | Ernest Meli Kimeli · Quénia        | 24:16   |
| 2005 (8 km)     | Augustine Choge · Quénia              | 23:59   | Bernard Kiprop Kipyego · Quénia     | 24:00   | Barnabas Kosgei · Quénia           | 24:00   |
| 2006 (8 km)     | Mang'ata Ndiwa · Quénia               | 23:53   | Leonard Patrick Komon · Quénia      | 23:54   | Tariku Bekele · Etiópia            | 23:56   |
| 2007 (8 km)     | Asbel Kiprop · Quénia                 | 24:07   | Vincent Kiprop Chepkok · Quénia     | 24:12   | Mathew Kipkoech Kisorio · Quénia   | 24:23   |
| 2008 (7.905 km) | Ibrahim Jeilan · Etiópia              | 22:38   | Ayele Abshero · Etiópia             | 22:40   | Lucas Kimeli Rotich · Quénia       | 22:42   |
| 2009 (8 km)     | Ayele Abshero · Etiópia               | 23:26   | Titus Kipjumba Mbishei · Quénia     | 23:30   | Moses Kibet · Uganda               | 23:35   |
| 2010 (7.759 km) | Caleb Mwangangi Ndiku · Quénia        | 22:07   | Clement Kiprono Langat · Quénia     | 22:09   | Japhet Kipyegon Korir · Quénia     | 22:12   |
| 2011 (8 km)     | Geoffrey Kipsang Kamworor · Quénia    | 22:21   | Thomas Ayeko · Uganda               | 22:27   | Patrick Mutunga Mwikya · Quénia    | 22:32   |
| 2013 (8 km)     | Hagos Gebrhiwet · Etiópia             | 21:04   | Leonard Barsoton · Quénia           | 21:08   | Muktar Edris · Etiópia             | 21:13   |
| 2015 (8 km)     | Yasin Haji · Etiópia                  | 23:42   | Geoffrey Kipkirui Korir · Quénia    | 23:47   | Alfred Ngeno · Quénia              | 23:54   |
| 2017 (7.858 km) | Jacob Kiplimo · Uganda                | 22:40   | Amdework Walelegn · Etiópia         | 22:43   | Richard Yator · Quénia             | 22:52   |
| 2019 (8 km)     | Milkesa Mengesha · Etiópia            | 23:52   | Tadase Worku · Etiópia              | 23:54   | Oscer Chelimo · Uganda             | 23:55   |

### Juniores masculinos (equipas)
| Ano  | Ouro            | Ouro | Prata          | Prata | Bronze          | Bronze |
| ---- | --------------- | ---- | -------------- | ----- | --------------- | ------ |
| 1973 | Espanha         | 18   | Itália         | 22    | Inglaterra      | 24     |
| 1974 | Estados Unidos  | 22   | Marrocos       | 58    | Itália          | 90     |
| 1975 | Estados Unidos  | 29   | Irlanda        | 35    | Espanha         | 44     |
| 1976 | Estados Unidos  | 16   | Espanha        | 60    | Inglaterra      | 91     |
| 1977 | Estados Unidos  | 36   | Espanha        | 40    | Canadá          | 67     |
| 1978 | Inglaterra      | 53   | Canadá         | 53    | Espanha         | 54     |
| 1979 | Espanha         | 57   | Inglaterra     | 74    | União Soviética | 75     |
| 1980 | União Soviética | 50   | Estados Unidos | 75    | Espanha         | 79     |
| 1981 | Estados Unidos  | 23   | Inglaterra     | 61    | Canadá          | 66     |
| 1982 | Etiópia         | 12   | Itália         | 37    | Estados Unidos  | 70     |
| 1983 | Etiópia         | 13   | Espanha        | 41    | Inglaterra      | 58     |
| 1984 | Etiópia         | 21   | Espanha        | 34    | Inglaterra      | 68     |
| 1985 | Etiópia         | 16   | Quénia         | 26    | Espanha         | 64     |
| 1986 | Etiópia         | 13   | Quénia         | 32    | Espanha         | 52     |
| 1987 | Etiópia         | 19   | Quénia         | 20    | Japão           | 73     |
| 1988 | Quénia          | 12   | Etiópia        | 33    | Espanha         | 61     |
| 1989 | Quénia          | 14   | Etiópia        | 22    | Itália          | 76     |
| 1990 | Quénia          | 12   | Etiópia        | 27    | Itália          | 85     |
| 1991 | Quénia          | 19   | Etiópia        | 26    | Tanzânia        | 54     |
| 1992 | Quénia          | 18   | Etiópia        | 28    | Japão           | 90     |
| 1993 | Quénia          | 10   | Etiópia        | 27    | Marrocos        | 76     |
| 1994 | Quénia          | 18   | Etiópia        | 27    | Marrocos        | 78     |
| 1995 | Quénia          | 23   | Etiópia        | 25    | Marrocos        | 72     |
| 1996 | Quénia          | 13   | Etiópia        | 26    | Marrocos        | 94     |
| 1997 | Quénia          | 13   | Etiópia        | 31    | Marrocos        | 74     |
| 1998 | Etiópia         | 16   | Quénia         | 20    | Marrocos        | 66     |
| 1999 | Quénia          | 16   | Etiópia        | 24    | Tanzânia        | 77     |
| 2000 | Quénia          | 10   | Etiópia        | 47    | Uganda          | 68     |
| 2001 | Quénia          | 24   | Etiópia        | 25    | Uganda          | 68     |
| 2002 | Quénia          | 18   | Etiópia        | 24    | Uganda          | 37     |
| 2003 | Quénia          | 15   | Etiópia        | 28    | Uganda          | 48     |
| 2004 | Quénia          | 20   | Etiópia        | 25    | Uganda          | 33     |
| 2005 | Quénia          | 10   | Etiópia        | 37    | Catar           | 75     |
| 2006 | Quénia          | 16   | Etiópia        | 24    | Eritreia        | 44     |
| 2007 | Quénia          | 10   | Eritreia       | 44    | Etiópia         | 54     |
| 2008 | Quénia          | 21   | Etiópia        | 28    | Uganda          | 37     |
| 2009 | Quénia          | 20   | Etiópia        | 22    | Eritreia        | 72     |
| 2010 | Quénia          | 10   | Etiópia        | 32    | Uganda          | 56     |
| 2011 | Quénia          | 20   | Etiópia        | 24    | Uganda          | 50     |
| 2013 | Etiópia         | 23   | Quénia         | 26    | Marrocos        | 65     |
| 2015 | Quénia          | 19   | Etiópia        | 33    | Eritreia        | 52     |
| 2017 | Etiópia         | 17   | Quénia         | 28    | Eritreia        | 57     |
| 2019 | Etiópia         | 18   | Uganda         | 32    | Quénia          | 34     |

### Juniores femininos (individual)
| Ano             | Ouro                             | Ouro  | Prata                               | Prata | Bronze                            | Bronze |
| --------------- | -------------------------------- | ----- | ----------------------------------- | ----- | --------------------------------- | ------ |
| 1989 (4 km)     | Malin Ewerlöf · Suécia           | 15:23 | Olga Nazarkina · União Soviética    | 15:30 | Esther Saina · Quénia             | 15:41  |
| 1990 (4.4 km)   | Liu Shixiang · China             | 14:19 | Yan Qinglan · China                 | 14:20 | Susan Chepkemei · Quénia          | 14:22  |
| 1991 (4.435 km) | Lydia Cheromei · Quénia          | 13:59 | Jane Ekimat · Quénia                | 14:20 | Melody Fairchild · Estados Unidos | 14:28  |
| 1992 (4.005 km) | Paula Radcliffe · United Kingdom | 13:30 | Wang Junxia · China                 | 13:35 | Lydia Cheromei · Quénia           | 13:43  |
| 1993 (4.45 km)  | Gladys Ondeyo · Quénia           | 14:04 | Pamela Chepchumba · Quénia          | 14:09 | Sally Barsosio · Quénia           | 14:11  |
| 1994 (4.3 km)   | Sally Barsosio · Quénia          | 14:04 | Rose Cheruiyot · Quénia             | 14:05 | Elizabeth Cheptanui · Quénia      | 14:15  |
| 1995 (4.47 km)  | Annemari Sandell · Finlândia     | 14:04 | Jebiwot Keitany · Quénia            | 14:09 | Nancy Kipron · Quénia             | 14:17  |
| 1996 (4.22 km)  | Kutre Dulecha · Etiópia          | 13:27 | Annemari Sandell · Finlândia        | 13:32 | Jepkorir Ayabei · Quénia          | 13:35  |
| 1997 (4.689 km) | Rose Kosgei · Quénia             | 14:58 | Prisca Ngetich · Quénia             | 14:59 | Ayelech Worku · Etiópia           | 15:02  |
| 1998 (6 km)     | Yimenashu Taye · Etiópia         | 19:32 | Jeruto Kiptum · Quénia              | 19:34 | Worknesh Kidane · Etiópia         | 19:34  |
| 1999 (6.124 km) | Worknesh Kidane · Etiópia        | 21:26 | Vivian Cheruiyot · Quénia           | 21:37 | Yoshiko Fujinaga · Japão          | 21:41  |
| 2000 (6.29 km)  | Vivian Cheruiyot · Quénia        | 20:34 | Alice Timbilil · Quénia             | 20:35 | Viola Kibiwott · Quénia           | 20:36  |
| 2001 (5.9 km)   | Viola Kibiwott · Quénia          | 22:05 | Abebech Nigussie · Etiópia          | 22:05 | Aster Bacha · Etiópia             | 22:05  |
| 2002 (5.962 km) | Viola Kibiwot · Quénia           | 20:13 | Tirunesh Dibaba · Etiópia           | 20:14 | Vivian Cheruiyot · Quénia         | 20:22  |
| 2003 (6.215)    | Tirunesh Dibaba · Etiópia        | 20:21 | Peninah Chepchumba · Quénia         | 20:22 | Gelete Burka · Etiópia            | 20:28  |
| 2004 (6 km)     | Meselech Melkamu · Etiópia       | 20:48 | Aziza Aliyu · Etiópia               | 20:53 | Mestawat Tadesse · Etiópia        | 20:56  |
| 2005 (6.153 km) | Gelete Burka · Etiópia           | 20:12 | Veronica Wanjiru · Quénia           | 20:39 | Beatrice Chebusit · Quénia        | 20:44  |
| 2006 (6 km)     | Pauline Korikwiang · Quénia      | 19:27 | Veronica Wanjiru · Quénia           | 19:27 | Mercy Kosgei · Quénia             | 19:45  |
| 2007 (6 km)     | Linet Chepkwemoi Barasa · Quénia | 20:52 | Mercy Jelimo Kosgei · Quénia        | 20:59 | Veronica Nyaruai Wanjiru · Quénia | 21:10  |
| 2008 (6.04 km)  | Genzebe Dibaba · Etiópia         | 19:59 | Irine Chepet Cheptai · Quénia       | 20:04 | Emebt Etea · Etiópia              | 20:06  |
| 2009 (6 km)     | Genzebe Dibaba · Etiópia         | 20:14 | Mercy Cherono · Quénia              | 20:17 | Jackline Chepngeno · Quénia       | 20:27  |
| 2010 (5.833 km) | Mercy Cherono · Quénia           | 18:47 | Purity Cherotich Rionoripo · Quénia | 18:54 | Esther Chemtai · Quénia           | 18:55  |
| 2011 (6 km)     | Faith Kipyegon · Quénia          | 18:53 | Genet Yalew · Etiópia               | 18:54 | Azemra Gebru · Etiópia            | 18:54  |
| 2013 (6 km)     | Faith Kipyegon · Quénia          | 17:51 | Agnes Jebet Tirop · Quénia          | 17:51 | Alemitu Heroye · Etiópia          | 17:57  |
| 2015 (6 km)     | Letesenbet Gidey · Etiópia       | 19:48 | Dera Dida · Etiópia                 | 19:49 | Etagegn Woldu · Etiópia           | 19:53  |
| 2017 (6,03 km)  | Letesenbet Gidey · Etiópia       | 18:34 | Hawi Feysa · Etiópia                | 18:57 | Celliphine Chespol · Quénia       | 19:02  |
| 2019 (6 km)     | Beatrice Chebet · Quénia         | 20:50 | Alemitu Tariku · Etiópia            | 20:50 | Tsigie Gebreselama · Etiópia      | 20:50  |

### Juniores femininos (equipas)
| Ano  | Ouro    | Ouro | Prata           | Prata | Bronze         | Bronze |
| ---- | ------- | ---- | --------------- | ----- | -------------- | ------ |
| 1989 | Quénia  | 40   | União Soviética | 68    | Portugal       | 84     |
| 1990 | Quénia  | 20   | Japão           | 44    | China          | 68     |
| 1991 | Quénia  | 18   | Etiópia         | 40    | Japão          | 43     |
| 1992 | Etiópia | 55   | Roménia         | 59    | Quénia         | 59     |
| 1993 | Quénia  | 10   | Japão           | 41    | Etiópia        | 61     |
| 1994 | Quénia  | 11   | Etiópia         | 46    | Japão          | 60     |
| 1995 | Quénia  | 18   | Etiópia         | 31    | Japão          | 56     |
| 1996 | Quénia  | 21   | Etiópia         | 26    | Japão          | 70     |
| 1997 | Quénia  | 15   | Japão           | 38    | Etiópia        | 39     |
| 1998 | Etiópia | 16   | Quénia          | 20    | Japão          | 66     |
| 1999 | Etiópia | 20   | Quénia          | 31    | Japão          | 46     |
| 2000 | Quénia  | 12   | Etiópia         | 24    | Japão          | 78     |
| 2001 | Etiópia | 16   | Quénia          | 20    | Japão          | 59     |
| 2002 | Quénia  | 13   | Etiópia         | 24    | Japão          | 63     |
| 2003 | Etiópia | 14   | Quénia          | 22    | Marrocos       | 78     |
| 2004 | Etiópia | 10   | Quénia          | 36    | Japão          | 67     |
| 2005 | Quénia  | 16   | Etiópia         | 22    | Japão          | 56     |
| 2006 | Quénia  | 10   | Etiópia         | 29    | Japão          | 58     |
| 2007 | Quénia  | 13   | Eritreia        | 33    | Etiópia        | 36     |
| 2008 | Etiópia | 16   | Quénia          | 20    | Japão          | 57     |
| 2009 | Etiópia | 18   | Quénia          | 18    | Japão          | 76     |
| 2010 | Quénia  | 10   | Etiópia         | 30    | Uganda         | 81     |
| 2011 | Etiópia | 17   | Quénia          | 19    | Japão          | 75     |
| 2013 | Quénia  | 14   | Etiópia         | 23    | United Kingdom | 81     |
| 2015 | Etiópia | 11   | Quénia          | 33    | Bahrein        | 52     |
| 2017 | Etiópia | 19   | Quénia          | 20    | Uganda         | 62     |
| 2019 | Etiópia | 17   | Quénia          | 26    | Japão          | 72     |

## Campeões por equipas
| Ano  | Homens - distância longa | Homens - distância curta | Mulheres - distância longa | Mulheres - distância curta |
| ---- | ------------------------ | ------------------------ | -------------------------- | -------------------------- |
| 1973 | Bélgica                  |                          | Inglaterra                 |                            |
| 1974 | Bélgica                  |                          | Inglaterra                 |                            |
| 1975 | Nova Zelândia            |                          | Estados Unidos             |                            |
| 1976 | Inglaterra               |                          | União Soviética            |                            |
| 1977 | Bélgica                  |                          | União Soviética            |                            |
| 1978 | França                   |                          | Roménia                    |                            |
| 1979 | Inglaterra               |                          | Estados Unidos             |                            |
| 1980 | Inglaterra               |                          | União Soviética            |                            |
| 1981 | Etiópia                  |                          | União Soviética            |                            |
| 1982 | Etiópia                  |                          | União Soviética            |                            |
| 1983 | Etiópia                  |                          | Estados Unidos             |                            |
| 1984 | Etiópia                  |                          | Estados Unidos             |                            |
| 1985 | Etiópia                  |                          | Estados Unidos             |                            |
| 1986 | Quênia                   |                          | Inglaterra                 |                            |
| 1987 | Quênia                   |                          | Estados Unidos             |                            |
| 1988 | Quênia                   |                          | União Soviética            |                            |
| 1989 | Quênia                   |                          | União Soviética            |                            |
| 1990 | Quênia                   |                          | União Soviética            |                            |
| 1991 | Quênia                   |                          | Quênia                     |                            |
| 1992 | Quênia                   |                          | Quênia                     |                            |
| 1993 | Quênia                   |                          | Quênia                     |                            |
| 1994 | Quênia                   |                          | Portugal                   |                            |
| 1995 | Quênia                   |                          | Quênia                     |                            |
| 1996 | Quênia                   |                          | Quênia                     |                            |
| 1997 | Quênia                   |                          | Etiópia                    |                            |
| 1998 | Quênia                   | Quênia                   | Quênia                     | Marrocos                   |
| 1999 | Quênia                   | Quênia                   | Etiópia                    | França                     |
| 2000 | Quênia                   | Quênia                   | Etiópia                    | Portugal                   |
| 2001 | Quênia                   | Quênia                   | Quênia                     | Etiópia                    |
| 2002 | Quênia                   | Quênia                   | Etiópia                    | Etiópia                    |
| 2003 | Quênia                   | Quênia                   | Etiópia                    | Quênia                     |
| 2004 | Etiópia                  | Etiópia                  | Etiópia                    | Etiópia                    |
| 2005 | Etiópia                  | Etiópia                  | Etiópia                    | Etiópia                    |
| 2006 | Quênia                   | Quênia                   | Etiópia                    | Etiópia                    |
| 2007 | Quênia                   |                          | Etiópia                    |                            |
| 2008 | Quênia                   |                          | Etiópia                    |                            |
| 2009 | Quênia                   |                          | Quênia                     |                            |